# Lasnigo
Lasnigo là một đô thị ở tỉnh Como trong vùng Lombardia, có cự ly khoảng 45 kilômét (28 mi) về phía bắc của Milano và khoảng 15 kilômét (9 mi) về phía đông bắc của Como. Tại thời điểm ngày 31 tháng 12 năm 2004, đô thị này có dân số 401 người và diện tích là 5,6 km².
Lasnigo giáp các đô thị: Asso, Barni, Oliveto Lario, Sormano, Valbrona.